# Waldeck (Thüringen)
Waldeck ([ˈvaldɛk] ) ist eine Gemeinde im Osten des Saale-Holzland-Kreises. Erfüllende Gemeinde ist Bad Klosterlausnitz.

## Lage

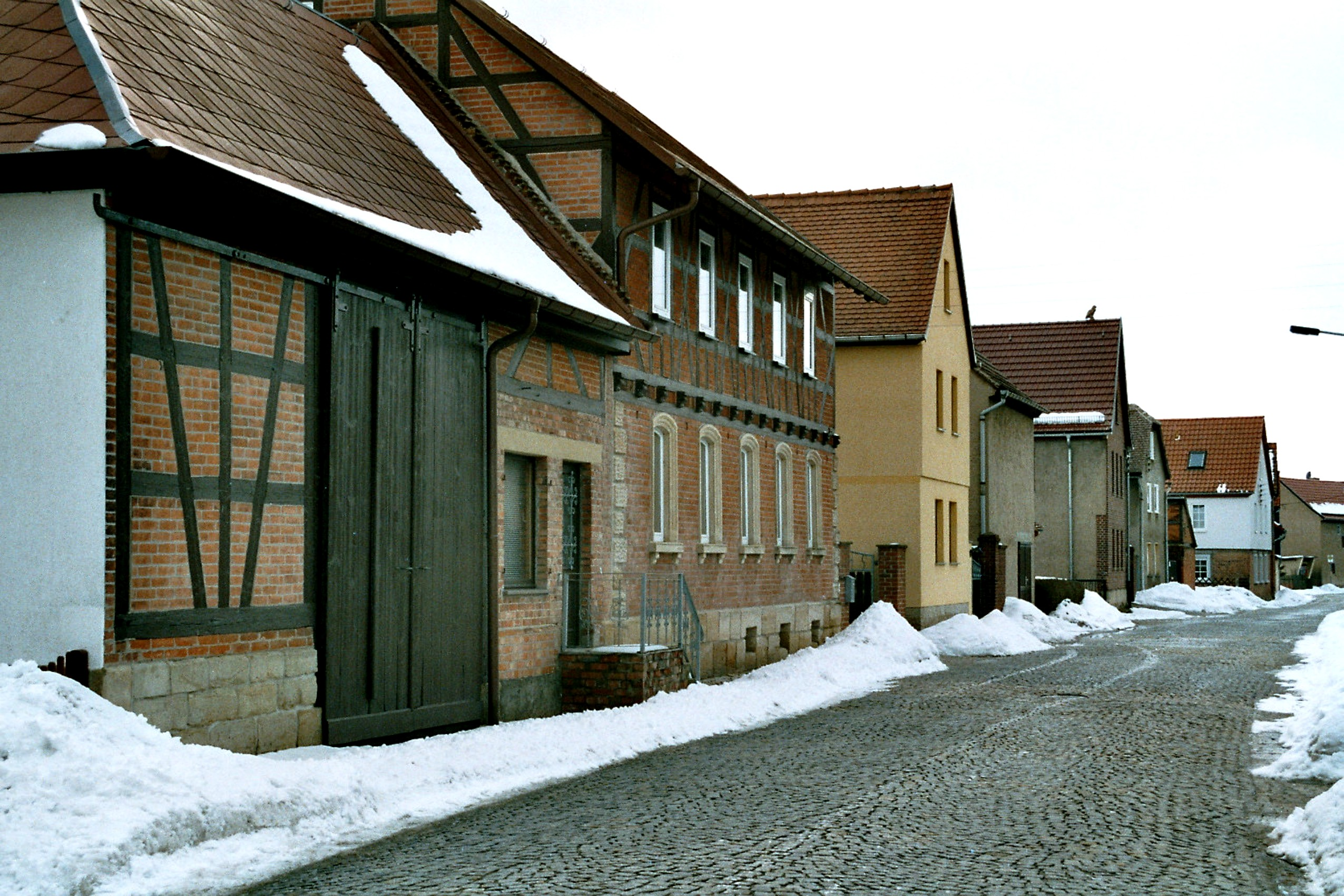
Straßenansicht

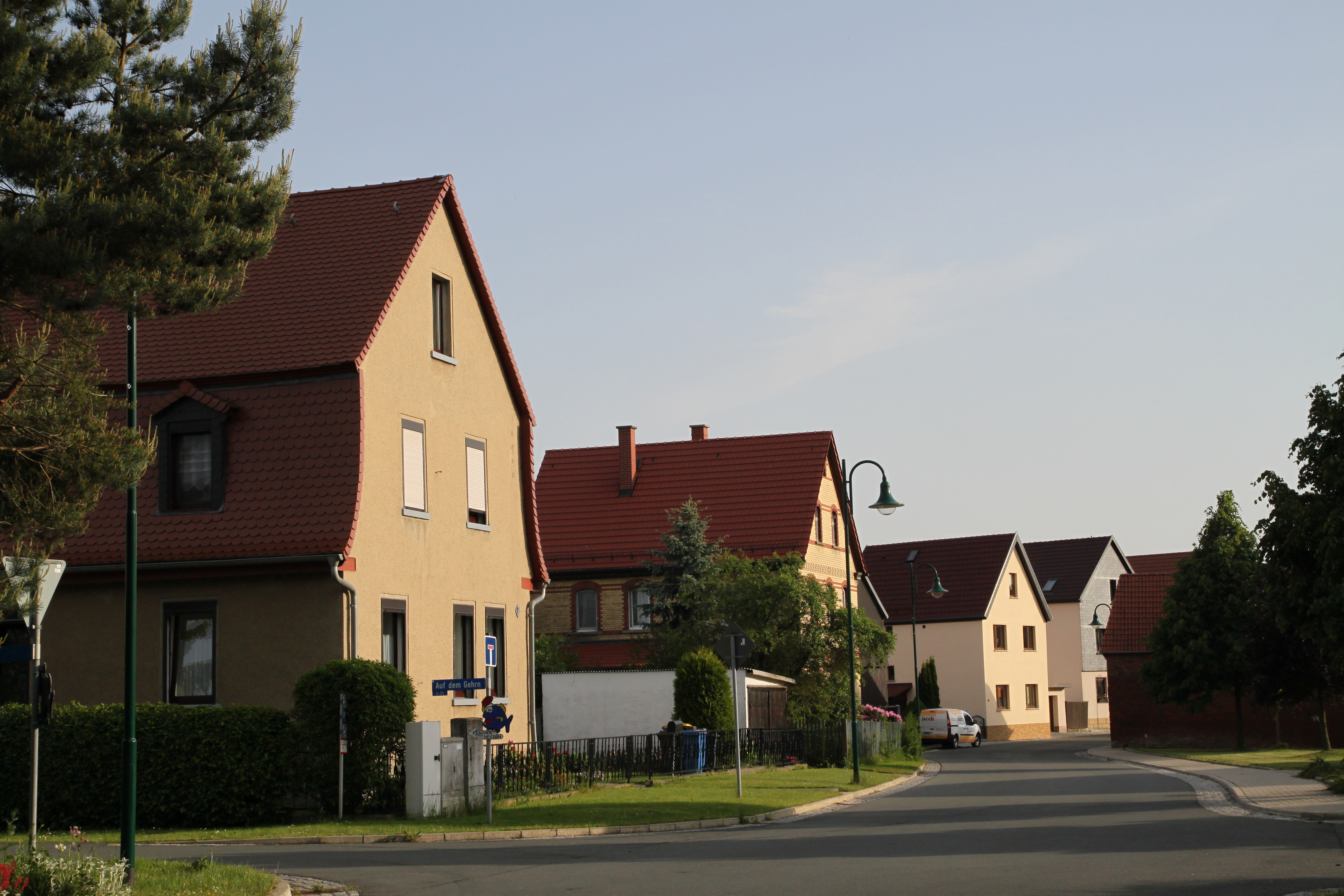
Waldeck 2014

Waldeck ist ein Dorf des Holzlandes um Hermsdorf. Es liegt auf einer von Wald umgebenen Fläche mit Albersdorf und Bobeck. Die Kreisstraße 108 verbindet das Dorf mit der Landesstraße 1075 zur östlich nahe liegenden Bundesautobahn 9. Angrenzende Gemeinden sind im Uhrzeigersinn die Stadt Bürgel im Westen und Norden, Serba und die Stadt Schkölen im Nordosten, Bad Klosterlausnitz im Osten sowie Bobeck und Albersdorf im Süden.

## Geschichte
Der Ort wurde am 15. August 1145 erstmals urkundlich erwähnt. Der Ort gehörte zum Besitz des Klosters Bürgel und kam nach dessen Auflösung im Zuge der Reformation im Jahr 1526 zum ernestinischen Amt Bürgel. Dieses gehörte aufgrund mehrerer Teilungen zu verschiedenen Ernestinischen Herzogtümern. Ab 1815 war der Ort Teil des Großherzogtums Sachsen-Weimar-Eisenach,  welches ihn 1850 dem Verwaltungsbezirk Weimar II (Verwaltungsbezirk Apolda) angliederte. 1920 kam Waldeck zum Land Thüringen.
Zwischen 1775 und 1828 weilte Johann Wolfgang Goethe mehrere Male zusammen mit Herzog Karl August von Sachsen-Weimar-Eisenach in Waldeck, wo sie beim Wildmeister Slevogt in der Oberförsterei nächtigten.
Eine Gedenktafel an der Oberförsterei erinnert noch heute (2025) an Goethes Besuche.
Der Ort gilt bis heute als begehrtes Ausflugsziel, landschaftlich geprägt von den „Waldecker Buchen“ und dem Naturschutzgebiet „Waldecker Schloßgrund“. Auf der in der Gemarkung liegenden alten Wallanlage „Altes Schloss“ befand sich eine Burg.

### Burgstall Waldeck
Ein DDR-Wanderführer von 1970 teilt mit: "Unmittelbar hinter der Oberförsterei soll vor Hunderten von Jahren ein Schloß gestanden haben. Urkundlich wird 1325 die "Burg" Waldeck erwähnt. Der Ortsgasthof führt heute den Namen "Zum Alten Schloß". ... Ein schöner Waldweg führt den "Schloßgraben", eine Schlucht unmittelbar hinter der Plattform (Burgstandort ?), talabwärts durch den Hochwald nach Beulbar-Ilmsdorf und weiter nach Thalbürgel."

## Topografie
Der Ort Waldeck liegt auf einer Höhe von ca. 340 m ü. NHN. Der höchste Punkt in der Umgebung ist die direkt südlich an den Ort grenzende „Harth“, ein Berg mit einer Höhe von rund 376,5 m ü. NHN. Dieser bildet gleichzeitig den höchsten Punkt der Höhenlage, auf der sich Waldeck und die beiden Nachbarorte befinden. Das Gelände fällt von hier in alle Richtungen ab: Im Norden schließt sich der Waldecker Schlossgrund mit seinen „tief eingekerbten steilwandigen Tälern“ und Bächen an, sowie das Lange Tal, durch welches ebenfalls ein Bach fließt. Im Süden wird die Höhenlage durch den Zeitzgrund mit dem ihn durchfließenden Zeitzbach begrenzt. Im Osten fällt das Gelände nach Hermsdorf/Bad Klosterlausnitz ab, im Westen in Richtung Scheiditz, wo sich die bei Albersdorf/Ascherhütte entspringende Gleise durch das Tal zieht.

## Geologie
Die Thüringer Landesanstalt für Umwelt und Geologie (TLUG) ordnet das Gebiet den Buntsandstein-Hügelländern und hierin wiederum der Saale-Sandsteinplatte zu.
Laut geologischer Karte besteht die Hochebene aus Gesteinen des oberen Buntsandsteins: im nördlichen Ortsgebiet aus Chirotheriensandstein, im südlichen Ortsgebiet aus Unterem Rötmergel. In den Tälern schließen sich Bausandsteine des mittleren Buntsandsteins an. Im Osten der Ortschaft, in der Nähe des Friedhofes, befindet sich ein stillgelegter Steinbruch.
Im größten Teil der Hochebene nördlich von Waldeck sowie auch auf den Feldern in östlicher Richtung befindet sich ein Tertiärquarzit-Vorkommen. Im Norden der Ortschaft, im Gebiet des Hausberges nördlich des Arbeitsdienstweges, wurde das Gestein früher abgebaut. Heute ist das Gebiet als Flächen-Naturdenkmal unter Schutz gestellt. Der durch Verkieselung von abgelagerten Sanden entstandene Quarzit hat eine sehr hohe Härte und wurde daher unter anderem zu Pflastersteinen verarbeitet. Vermutlich auch in der Schloßauffahrt von Schloss Stadtroda. Die in vielen Vorgärten zu findenden Schmucksteine stammen dagegen wahrscheinlich von den umliegenden Feldern, wo sie jedes Jahr herausgeackert und entfernt werden.
"Braunkohlenquarzit" (Quarzit aus der Braunkohlenzeit = Tertiär) aus Waldeck wurde wegen seiner Härte auch in Porzellanschlagmühlen angewendet.

## Persönlichkeiten
- Caroline Bertuch (* 1751 in Waldeck; † 1810) war eine Unternehmerin der Weimarer Klassik

## Sehenswürdigkeiten

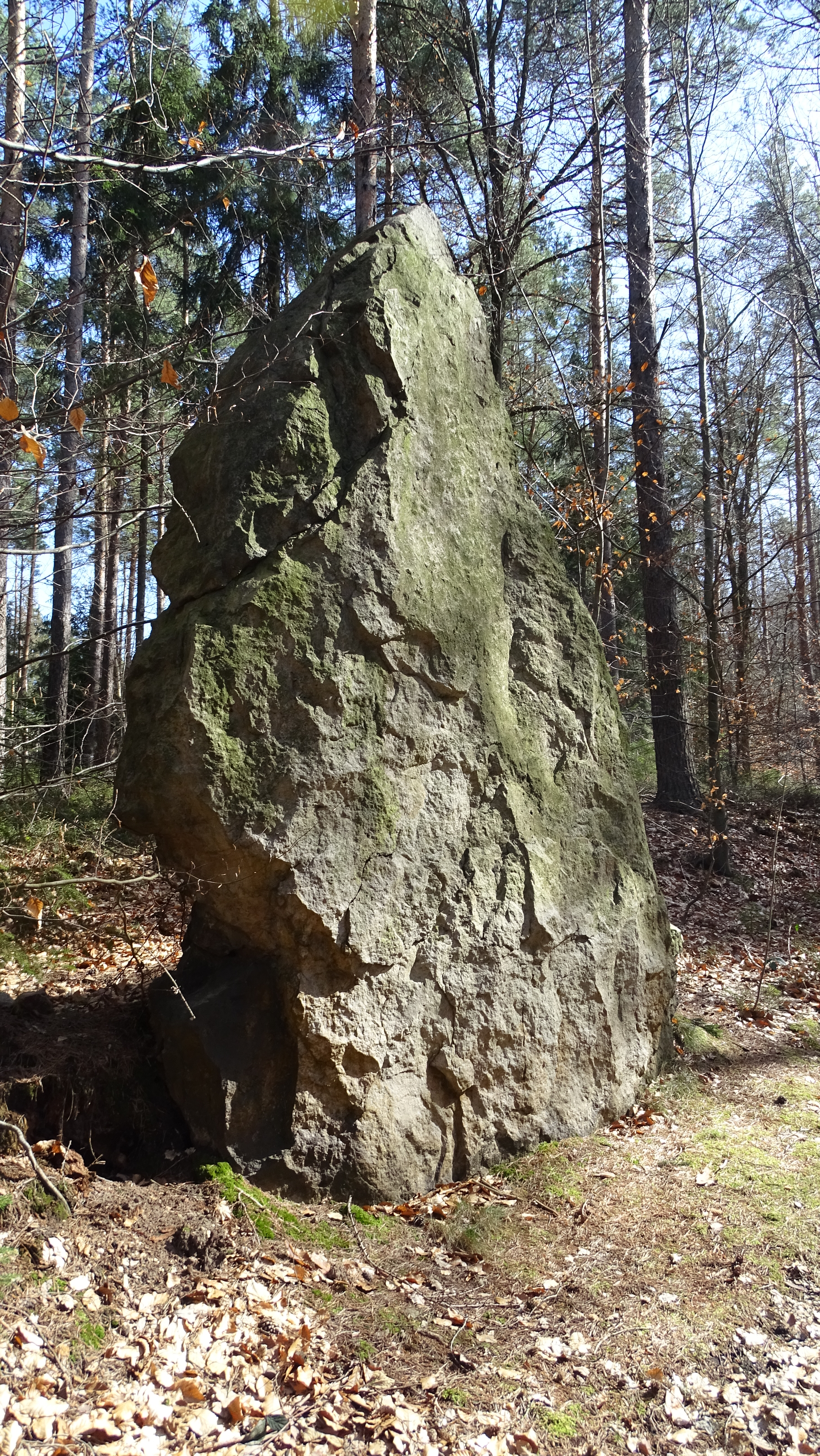
Menhir

Der im Wald stehende Menhir von Waldeck ist wohl eine Landschaftsgestaltung der Goethezeit, Höhe 3,00 m, Breite 2,80 m.